# ソン・ヤドン
ソン・ヤドン（宋 亜東、簡体字:宋 亚东、ラテン文字転写:Song Yadong、1997年12月2日 - ）は、中国の男性総合格闘家。黒竜江省ハルビン市呼蘭区出身。チーム・アルファメール所属。UFC世界バンタム級ランキング5位。ソン・ヤードンとも表記される。

## 来歴
母子家庭で育ち、9歳の時に武道学校へ入学する。12歳の時に河北省散打選手権で優勝。13歳の時に総合格闘技のトレーニングを始め、2013年に15歳でプロ総合格闘技デビュー。
2015年7月18日、巌流島 Staging tournament 公開検証2に参戦し、TOSHIと対戦。1Rに右フックでダウンを奪い、パウンドで一本（レフェリーストップ）勝ちを収めた。

### UFC
2017年11月25日、UFC初参戦となったUFC Fight Night: Bisping vs. Gastelumでバラット・カンダレと対戦し、ギロチンチョークで1R一本勝ち。パフォーマンス・オブ・ザ・ナイトを受賞した。
2018年6月23日、UFC Fight Night: Cowboy vs. Edwardsでフェリペ・アランテスと対戦し、2R終了間際にスタンドの右肘打ちでKO勝ち。2試合連続のパフォーマンス・オブ・ザ・ナイトを受賞した。
2019年7月6日、UFC 239でバンタム級ランキング13位のアレハンドロ・ペレスと対戦し、右フックで1RKO勝ち。パフォーマンス・オブ・ザ・ナイトを受賞した。
2019年12月7日、UFC on ESPN: Overeem vs. Rozenstruikでバンタム級ランキング9位のコーディー・スタマンと対戦し、0-1の判定ドロー。海外のMMAメディアサイトの採点では14人中10人の記者がスタマン勝利を支持（残り4人はドロー支持）した。
2020年5月16日、UFC on ESPN: Overeem vs. Harrisでバンタム級ランキング15位のマルロン・ヴェラとフェザー級契約で対戦し、3-0の判定勝ち。ファイト・オブ・ザ・ナイトを受賞した。試合後にヴェラが勝利したという声が多数挙がるが、海外のMMAメディアサイトの採点では17人中9人の記者がヴェラ勝利、残り8人がヤドン勝利を支持するなどほぼ五分五分の支持となった。
2022年3月12日、UFC Fight Night: Santos vs. Ankalaevでバンタム級ランキング10位のマルロン・モラエスと対戦し、右アッパーで1RKO勝ち。パフォーマンス・オブ・ザ・ナイトを受賞した。
2022年9月17日、UFC Fight Night: Sandhagen vs. Songでバンタム級ランキング4位のコーリー・サンドヘイゲンと対戦。2Rにサンドヘイゲンの肘打ちで左眉をカットし、4R終了時にドクターストップでTKO負け。
2023年4月29日、UFC on ESPN: Song vs. Simónでバンタム級ランキング10位のリッキー・シモンと対戦し、左フックでダウンを奪いパウンドで5RTKO勝ち。パフォーマンス・オブ・ザ・ナイトを受賞した。
2023年12月9日、UFC Fight Night: Song vs. Gutiérrezでバンタム級ランキング15位のクリス・グティエレスと対戦し、3-0の5R判定勝ち。
2024年3月9日、UFC 299でバンタム級ランキング4位の元UFC世界バンタム級王者ピョートル・ヤンと対戦し、0-3の判定負け。
2025年2月22日、UFC Fight Night: Cejudo vs. Songでバンタム級ランキング7位の元UFC世界二階級制覇王者ヘンリー・セフードと対戦。3R終盤にヤドンの偶発的なサミングにより試合が一時中断され、5分間のインターバルの後に再開されたものの、3R終了後にセフードが「左目が見えない」と訴えたため試合がストップされ、3Rの終了時点までの負傷判定決着となり3-0の判定勝ち。

## 人物・エピソード
- 2023年8月、深夜にカリフォルニア州ヴァレーホのガソリンスタンドに立ち寄り、酒で酔ったヤドンのために水を購入した友人が店から車へ戻る道中に、覆面を被った4人組の武装強盗から銃を突きつけられ、友人は銃で殴打された末にネックレスや指輪などの貴重品を全て奪われ、車内で休んでいたヤドンも財布、携帯電話、ネックレスなどを奪われる被害に遭った[10]。

## 戦績
| 総合格闘技 戦績 | 総合格闘技 戦績 | 総合格闘技 戦績 | 総合格闘技 戦績 | 総合格闘技 戦績 | 総合格闘技 戦績 | 総合格闘技 戦績 |
| --------------- | --------------- | --------------- | --------------- | --------------- | --------------- | --------------- |
| 32 試合         | (T)KO           | 一本            | 判定            | その他          | 引き分け        | 無効試合        |
| 22 勝           | 9               | 3               | 10              | 0               | 1               | 1               |
| 8 敗            | 2               | 0               | 6               | 1               | 1               | 1               |

| 勝敗 | 対戦相手                     | 試合結果                                     | 大会名                                  | 開催年月日     |
| ○    | ヘンリー・セフード           | 3R テクニカル判定3-0                         | UFC Fight Night: Cejudo vs. Song        | 2025年2月22日  |
| ×    | ピョートル・ヤン             | 5分3R終了 判定0-3                            | UFC 299: O'malley vs. Vera 2            | 2024年3月9日   |
| ○    | クリス・グティエレス         | 5分5R終了 判定3-0                            | UFC Fight Night: Song vs. Gutiérrez     | 2023年12月9日  |
| ○    | リッキー・シモン             | 5R 1:10 TKO（左フック→パウンド）             | UFC on ESPN 45: Song vs. Simón          | 2023年4月29日  |
| ×    | コーリー・サンドヘイゲン     | 4R 5:00 TKO（ドクターストップ）              | UFC Fight Night: Sandhagen vs. Song     | 2022年9月17日  |
| ○    | マルロン・モラエス           | 1R 2:06 KO（右アッパー）                     | UFC Fight Night: Santos vs. Ankalaev    | 2022年3月12日  |
| ○    | フリオ・アルセ               | 2R 1:35 TKO（ハイキック→スタンドパンチ連打） | UFC Fight Night: Holloway vs. Rodríguez | 2021年11月13日 |
| ○    | ケイシー・ケニー             | 5分3R終了 判定2-1                            | UFC 265: Lewis vs. Gane                 | 2021年8月7日   |
| ×    | カイラー・フィリップス       | 5分3R終了 判定0-3                            | UFC 259: Błachowicz vs. Adesanya        | 2021年3月6日   |
| ○    | マルロン・ヴェラ             | 5分3R終了 判定3-0                            | UFC on ESPN 8: Overeem vs. Harris       | 2020年5月16日  |
| △    | コーディー・スタマン         | 5分3R終了 判定0-1                            | UFC on ESPN: Overeem vs. Rozenstruik    | 2019年12月7日  |
| ○    | アレハンドロ・ペレス         | 1R 2:04 KO（右フック）                       | UFC 239: Jones vs. Santos               | 2019年7月6日   |
| ○    | ヴィンス・モラレス           | 5分3R終了 判定3-0                            | UFC Fight Night: Blaydes vs. Ngannou 2  | 2018年11月24日 |
| ○    | フェリペ・アランテス         | 2R 4:59 KO（右肘打ち）                       | UFC Fight Night: Cowboy vs. Edwards     | 2018年6月23日  |
| ○    | バラット・カンダレ           | 1R 4:16 ギロチンチョーク                     | UFC Fight Night: Bisping vs. Gastelum   | 2017年11月25日 |
| ○    | 吉田誠                       | 1R 1:05 TKO （ボディへの膝蹴り→パンチ)       | W.A.R.S. 18                             | 2017年10月27日 |
| ○    | エドガルス・スクリーヴェルス | 5分3R終了 判定3-0                            | Kunlun Fight MMA 10                     | 2017年4月6日   |
| ×    | レナト・オンダール           | 5分5R終了 判定0-3                            | WLF World Championship                  | 2017年1月8日   |
| ○    | シャミル・ナスルディノフ     | 2R 3:19 リアネイキドチョーク                 | W.A.R.S. 10                             | 2016年11月26日 |
| ×    | レナト・オンダール           | 5分3R終了 判定0-3                            | E.P.I.C. 9                              | 2016年10月24日 |
| ○    | ヴァチャガン・ニコゴシアン   | 1R 3:12 TKO（パンチ）                        | E.P.I.C. 6                              | 2016年7月23日  |
| ×    | アレクセイ・ポルプドニコフ   | 2R 0:50 KO（パンチ）                         | Kunlun Fight 44 / MFP: Mayor's Cup 2016 | 2016年5月14日  |
| ○    | アルタク・ナザリャン         | 2R 0:59 KO (ボディーブロー)                  | E.P.I.C. 2                              | 2016年3月12日  |
| ○    | アレクサンドル・ザイツェフ   | 5分3R終了 判定3-0                            | E.P.I.C. 1                              | 2016年1月13日  |
| ×    | ジョヴァンニ・モルジョ       | 2R終了時 失格（ローブロー）                  | Road To M-1: China                      | 2015年7月25日  |
| ○    | オク・レヨン                 | 1R 1:21 KO（パンチ）                         | WBK 3                                   | 2015年4月18日  |
| ×    | ジ・シャン                   | 5分3R終了 判定0-3                            | ONE FC 24: Dynasty of Champions         | 2014年12月19日 |
| ○    | チョウ・ヤフェイ             | 5分3R終了 判定2-0                            | RUFF 13                                 | 2014年6月7日   |
| ○    | バーサンクー・ダムランプレフ | 1R 3:01 リアネイキドチョーク                 | RUFF 12                                 | 2014年3月29日  |
| ○    | アラテン・ヘイリ             | 5分3R終了 判定3-0                            | RUFF 11                                 | 2013年11月30日 |
| ○    | バヘイビエク・ウラリビエク   | 5分3R終了 判定3-0                            | RUFF 10                                 | 2013年8月24日  |
| －   | チョウ・ウーヘン             | ノーコンテスト（偶発的なローブロー）         | RUFF 9                                  | 2013年5月18日  |

## 表彰
- UFC パフォーマンス・オブ・ザ・ナイト（5回）
- UFC ファイト・オブ・ザ・ナイト（1回）